# Кумамото

Кумамо́то (яп. 熊本市, くまもとし, МФА: [kumamoto ɕi̥]?) — місто в Японії, в префектурі Кумамото.  Входить до списку міст державного значення Японії. Адміністративний центр префектури.  Отримало статус міста 1889 року. Площа становить 389,53 км². Станом на 1 серпня 2011 року населення складало 735 449  осіб, густота населення — 1890 осіб/км².     

## Географія

### Клімат
| Клімат Кумамото (1981—2010)                | Клімат Кумамото (1981—2010) | Клімат Кумамото (1981—2010) | Клімат Кумамото (1981—2010) | Клімат Кумамото (1981—2010) | Клімат Кумамото (1981—2010) | Клімат Кумамото (1981—2010) | Клімат Кумамото (1981—2010) | Клімат Кумамото (1981—2010) | Клімат Кумамото (1981—2010) | Клімат Кумамото (1981—2010) | Клімат Кумамото (1981—2010) | Клімат Кумамото (1981—2010) | Клімат Кумамото (1981—2010) |
| Показник                                   | Січ.                        | Лют.                        | Бер.                        | Квіт.                       | Трав.                       | Черв.                       | Лип.                        | Серп.                       | Вер.                        | Жовт.                       | Лист.                       | Груд.                       | Рік                         |
| Абсолютний максимум, °C                    | 22,5                        | 26,4                        | 27,4                        | 30,7                        | 34,4                        | 36,1                        | 38,8                        | 38,5                        | 37,0                        | 33,7                        | 28,9                        | 24,6                        | 38,8                        |
| Середній максимум, °C                      | 10,5                        | 12,1                        | 15,7                        | 21,3                        | 25,6                        | 28,2                        | 31,7                        | 33,2                        | 29,9                        | 24,6                        | 18,5                        | 13,0                        | 22,0                        |
| Середня температура, °C                    | 5,7                         | 7,1                         | 10,6                        | 15,7                        | 20,2                        | 23,6                        | 27,3                        | 28,2                        | 24,9                        | 19,1                        | 13,1                        | 7,8                         | 16,9                        |
| Середній мінімум, °C                       | 1,2                         | 2,3                         | 5,6                         | 10,3                        | 15,2                        | 19,8                        | 24,0                        | 24,4                        | 20,8                        | 14,2                        | 8,3                         | 3,1                         | 12,5                        |
| Абсолютний мінімум, °C                     | −9,2                        | −9,2                        | −6,9                        | −2,5                        | 1,3                         | 7,1                         | 14,3                        | 15,3                        | 6,7                         | 0,5                         | −3,8                        | −7,9                        | −9,2                        |
| Середня кількість сонячних годин на місяць | 132,6                       | 139,5                       | 158,5                       | 181,4                       | 187,2                       | 141,0                       | 184,5                       | 211,0                       | 175,9                       | 189,7                       | 153,0                       | 147,5                       | 2001,8                      |
| Норма опадів, мм                           | 60.1                        | 83.3                        | 137.9                       | 145.9                       | 195.5                       | 404.9                       | 400.8                       | 173.5                       | 170.4                       | 79.4                        | 80.6                        | 53.6                        | 1985.9                      |
| Днів з дощем                               | 8,6                         | 9,0                         | 12,4                        | 10,9                        | 11,1                        | 14,4                        | 13,5                        | 10,7                        | 10,6                        | 6,9                         | 7,9                         | 8,2                         | 124,2                       |
| Вологість повітря, %                       | 70                          | 67                          | 67                          | 66                          | 68                          | 75                          | 77                          | 73                          | 72                          | 69                          | 72                          | 71                          | 71                          |
| ------------------------------------------ | --------------------------- | --------------------------- | --------------------------- | --------------------------- | --------------------------- | --------------------------- | --------------------------- | --------------------------- | --------------------------- | --------------------------- | --------------------------- | --------------------------- | --------------------------- |
| Джерело: Метеорологічне управління Японії  |                             |                             |                             |                             |                             |                             |                             |                             |                             |                             |                             |                             |                             |

## Історія
У 1469–1487 роках на території майбутнього міста розташовувався форт. 1587 року володар Като Кійомаса перебудував форт у замок Кумамото. Він заклав основу призамкового містечка, що отримало назву Кумамото. У 1587–1870 роках воно було центром автономного уділу Кумамото. До 1632 року цей уділ належав роду Като, а згодом перейшов до самурайського роду Хосокава.
1876 року в Кумамото вибухнуло антиурядове повстання нетитулованої шляхти, придушене армією. Наступного 1877 року містечко і замок стали одним з осередків Сацумського повстання. Захисники замку під керівництвом Тані Татекі 2 місяці відбивали приступи урядових сил, але згодом здали укріплення. Після цього Кумамото стало місцем квартирування 6-ї елітної дивізія Імперської армії Японії. З другої половини 20 століття тут розташовані частини Сухопутних Сил Самооборони Японії й командування Західної армії.
Кумамото отримало статус міста 1 квітня 1889 року.

## Засоби масової інформації
- Телерадіомовна служба NHK.

## Міста-побратими
- Гейдельберг, Німеччина
- Гуйлінь, КНР
- Сан-Антоніо, США
- Kumamoto En, США
- Біллінгс, США
- Хелена, США
- Бристоль, Велика Британія